# Херш Бад
Херш Бад (нар.1869 — пом. 1942, Львів) — польський історик філософії єврейської національності.
Працював вчителем Юдаїзму в одній з львівських гімназій. Був одним із найстаріших студентів Казімежа Твардовського. З 1907 р. Входив до польського філософського товариства. Його інтереси переважно включали кантівську філософію; він поставив під сумнів справжність деяких видань, віднесених Канту, а також критикував атаки Шопенгауера на Канта.
Баду належать твори: Czy Schopenhauer był filozofem? (Львів 1909), O kwestię autentyczności deklaracji Kanta z dnia 29 maja 1801 pt. «Do publicznej wiadomości» («Філософський огляд», 1920), Teoria względności Wenzla Hofmann («Філософський огляд», 1927, щоденник 4), O kwestię istnienia «teorii Kanta-Laplace'a» («Філософський огляд», 1928, щоденник 1/2).
Помер під час окупації від рук нацистів.